# Coupe intercontinentale 1984
La Coupe intercontinentale 1984 est la vingt-troisième édition de la Coupe intercontinentale de football. Elle oppose lors d'un seul match les Argentins du CA Independiente, vainqueurs de la Copa Libertadores 1984, aux Anglais du Liverpool FC, vainqueurs de la Coupe des clubs champions européens 1983-1984. Il s'agit de la deuxième participation de Liverpool dans cette compétition tandis que le CA Independiente y fait sa sixième apparition.
La confrontation se déroule au Stade national de Tokyo, le 9 décembre 1984 devant 62 000 spectateurs. Le match se conclut sur une victoire des Argentins sur le score de 1-0. José Alberto Percudani, auteur du seul but de la rencontre, est élu homme du match. En 2017, le Conseil de la FIFA a reconnu avec document officiel (de jure) tous les champions de la Coupe intercontinentale avec le titre officiel de clubs de football champions du monde, c'est-à-dire avec le titre de champions du monde FIFA, initialement attribué uniquement aux gagnantsles de la Coupe du monde des clubs FIFA.

## Feuille de match
| Coupe intercontinentale 1984 | CA Independiente | 1 - 0   | Liverpool FC | Stade national, Tokyo                                 |                                                       |
| 9 décembre 1984              | Percudani 6e     | (1 - 0) |              | Spectateurs : 62 000 Arbitrage : Romualdo Arppi Filho | Spectateurs : 62 000 Arbitrage : Romualdo Arppi Filho |
| 9 décembre 1984              | (Rapport)        |         |              | Spectateurs : 62 000 Arbitrage : Romualdo Arppi Filho | Spectateurs : 62 000 Arbitrage : Romualdo Arppi Filho |

| Independiente | Liverpool |

| Independiente : |    |                         |        |     |
|                 |    |                         |        |     |
| G               | 1  | Carlos Goyén (es)       |        |     |
| D               | 2  | Hugo Villaverde         |        | 75e |
| D               | 3  | Carlos Enrique          | Averti |     |
| D               | 4  | Néstor Clausen          | Averti |     |
| D               | 6  | Enzo Trossero           |        |     |
| M               | 5  | Claudio Marangoni (en)  |        |     |
| M               | 7  | Jorge Burruchaga        |        |     |
| M               | 8  | Ricardo Giusti          |        |     |
| M               | 10 | Ricardo Bochini         |        |     |
| A               | 9  | José Alberto Percudani  |        |     |
| A               | 11 | Alejandro Barberón (es) |        |     |
| Remplaçants :   |    |                         |        |     |
| D               | 13 | Pedro Monzón            |        | 75e |
| G               |    | Gustavo Moriconi (es)   |        |     |
| D               |    | Rodolfo Zimmermann      |        |     |
| M               |    | Gerardo Reinoso (en)    |        |     |
| M               |    | Sergio Merlini          |        |     |
| Entraîneur :    |    |                         |        |     |
| José Pastoriza  |    |                         |        |     |

| Liverpool :   |    |                  |        |     |
|               |    |                  |        |     |
| G             | 1  | Bruce Grobbelaar |        |     |
| D             | 2  | Phil Neal        |        |     |
| D             | 3  | Alan Kennedy     |        |     |
| D             | 6  | Alan Hansen      |        |     |
| D             | 15 | Gary Gillespie   |        |     |
| M             | 5  | Steve Nicol      |        |     |
| M             | 8  | Jan Molby        | Averti |     |
| M             | 10 | Craig Johnston   |        |     |
| M             | 11 | John Wark        |        | 76e |
| A             | 7  | Kenny Dalglish   |        |     |
| A             | 9  | Ian Rush         |        |     |
| Remplaçants : |    |                  |        |     |
| M             | 12 | Ronnie Whelan    |        | 76e |
| G             | 13 | Bob Bolder       |        |     |
| M             | 14 | Kevin MacDonald  |        |     |
| A             | 16 | Michael Robinson |        |     |
| Entraîneur :  |    |                  |        |     |
| Joe Fagan     |    |                  |        |     |